# Richard Lawrence (Szenenbildner)
Richard James Lawrence (geb. vor 1976) ist ein Szenenbildner und Artdirector.

## Leben
Lawrence begann seine Karriere als Assistent des Artdirectors bei den Dreharbeiten zu Don Siegels John-Wayne-Western Der letzte Scharfschütze. In der Folge war er sowohl als Szenenbildner als auch als Artdirector tätig und arbeitete mit Regisseuren wie Brian De Palma, John Boorman und Tony Scott.
1984 war er für Philip Kaufmans Literaturverfilmung Der Stoff, aus dem die Helden sind zusammen mit Geoffrey Kirkland, W. Stewart Campbell, Peter R. Romero, Jim Poynter und George R. Nelson für den Oscar in der Kategorie Bestes Szenenbild nominiert, die Auszeichnung ging in diesem Jahr jedoch an das Filmdrama Fanny und Alexander.
Neben seinem Wirken für den Film war Lawrence auch für das Fernsehen tätig, neben einigen Fernsehfilmen arbeitete er auch an den Fernsehserien Mike Hammer und New York Cops – NYPD Blue. 1990 war er für einen Primetime Emmy für sein Wirken an der Tracey Ullman Show nominiert.

## Filmografie (Auswahl)
- 1976: Der letzte Scharfschütze (The Shootist)
- 1977: Exorzist II – Der Ketzer (Exorcist II: The Heretic)
- 1978: Magic – Eine unheimliche Liebesgeschichte (Magic)
- 1978: Teufelskreis Alpha (The Fury)
- 1983: Der Stoff, aus dem die Helden sind (The Right Stuff)
- 1984: Gegen jede Chance (Against All Odds)
- 1986: Space Camp (SpaceCamp)
- 1988: Freitag der 13. Teil VII – Jason im Blutrausch (Friday the 13th Part VII: The New Blood)
- 1991: For the Boys – Tage des Ruhms, Tage der Liebe (For the Boys)
- 1995: Crimson Tide – In tiefster Gefahr (Crimson Tide)
- 1997: Volcano
- 1998: Lost in Space

## Nominierungen (Auswahl)
- 1984: Oscar-Nominierung in der Kategorie Bestes Szenenbild für Der Stoff, aus dem die Helden sind